# Kościół św. Anny w Zabrzu
Kościół św. Anny w Zabrzu – rzymskokatolicki kościół parafialny należący do dekanatu Zabrze diecezji gliwickiej.

## Historia
Świątynia została wzniesiona w latach 1897–1900 w dawnej wsi Dorota. Konsekrowano ją 10 października 1900. Zaprojektowana w stylu neoromańskim z elementami neogotyku przez radcę budowlanego Blau'a z Bytomia oraz architekta Stahl'a. Od 1905 znajduje się w granicach Zabrza. W 1945 roku kościół został uszkodzony.

## Architektura
Kościół został wybudowany na planie krzyża łacińskiego. Jest halowy, trójnawowy z transeptem, kryty dachem dwuspadowym. Na osi fasady wieża z dzwonnicą i zegarem. Elewacje z cegły klinkierowej dekorowane ornamentami ceglanymi i detalami kamieniarskimi. Charakterystyczne dla architektury kościoła są duże, zamknięte półkoliście okna z witrażami przedstawiającymi postaci świętych, a także empory naw bocznych i ramion transeptu.
We wnętrzu znajduje się oryginalne wyposażenie m.in. z ołtarzem św. Anny, kazalnicą, marmurowymi balaskami.  
Założenie urbanistyczne przy kościele św. Anny dopełnia budynek probostwa oraz domu parafialnego, a także aleja z bramą, obsadzona m.in. klonami i lipami.

## Dzwony
Na wieży jest umieszczonych sześć dzwonów. Stanowią one trzeci zestaw tego kościoła. Pierwsze cztery – Annę, Leona, Jerzego i Henryka, poświęcono w 1899 roku. Zabrano je podczas I wojny światowej na przetop. W 1929 roku, w ludwisarni Otto, w Bremie, zakupiono 5 nowych, wielkich dzwonów, o łącznej masie 8214 kg. Niestety cztery z nich podzieliły los swoich poprzedników i zostały również zrabowane podczas II wojny światowej. Do pozostałego po wojnie dzwonu, który był najmniejszym z ówczesnego zestawu dokupiono w 1959 roku 4 nowe, odlane z żeliwa sferoidalnego. Dzwon św. Józef z 1963 roku jest unieruchomiony.
|   | Imię               | Waga (kg)   | Ton       | Średnica  | Rok odlania | Odlewnia                         |
| - | ------------------ | ----------- | --------- | --------- | ----------- | -------------------------------- |
| 6 | św. Józef          | ok. 220 kg  | d’’       | 69 cm     | 1963        | Śląska Odlewnia Dzwonów, Wrocław |
| 5 | brak               | ok. 350 kg  | cis’’ (-) | 80 cm     | 1959        | Niestroj, Godula                 |
| 4 | brak               | ok. 450 kg  | h’ (-)    | ok. 90 cm | 1959        | Niestroj, Godula                 |
| 3 | św. Jan Chrzciciel | ok. 650 kg  | gis’ (+)  | 101 cm    | 1929        | F. Otto, Hemelingen              |
| 2 | brak               | ok. 900 kg  | fis’      | 120 cm    | 1959        | Niestroj, Godula                 |
| 1 | brak               | ok. 1000 kg | f'        | 127 cm    | 1959        | Niestroj, Godula                 |

## Galeria

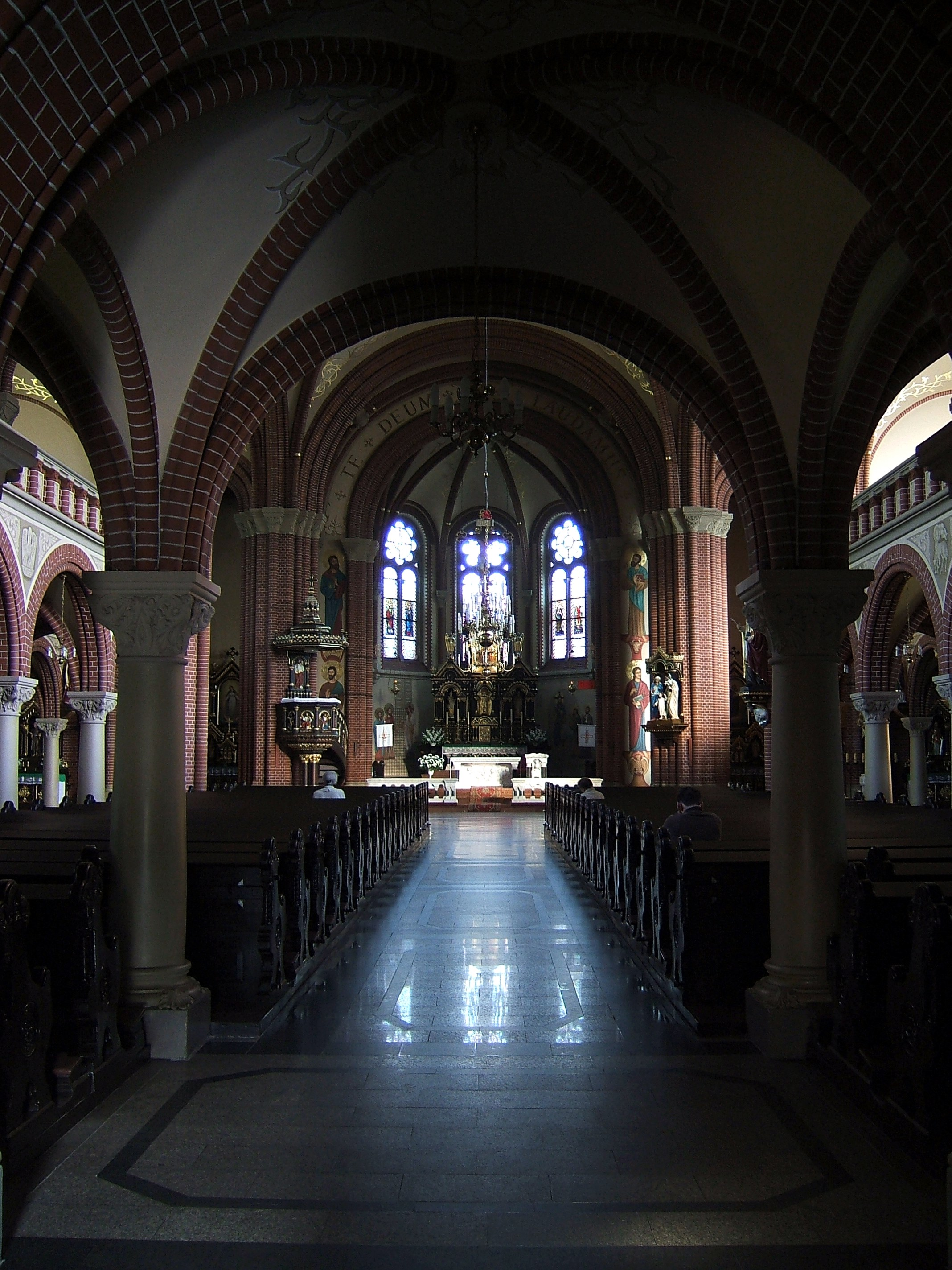
Nawa główna
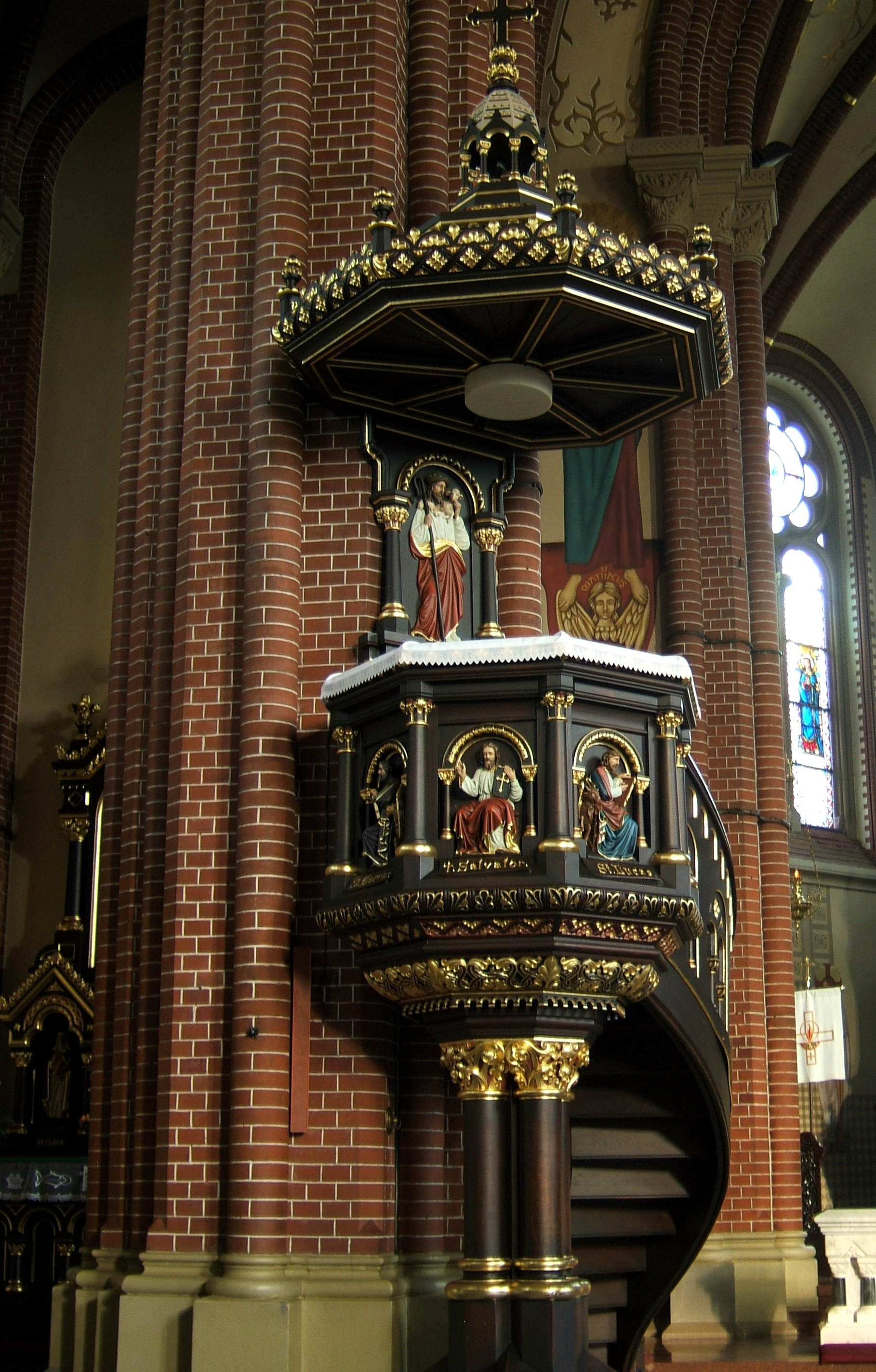
Ambona
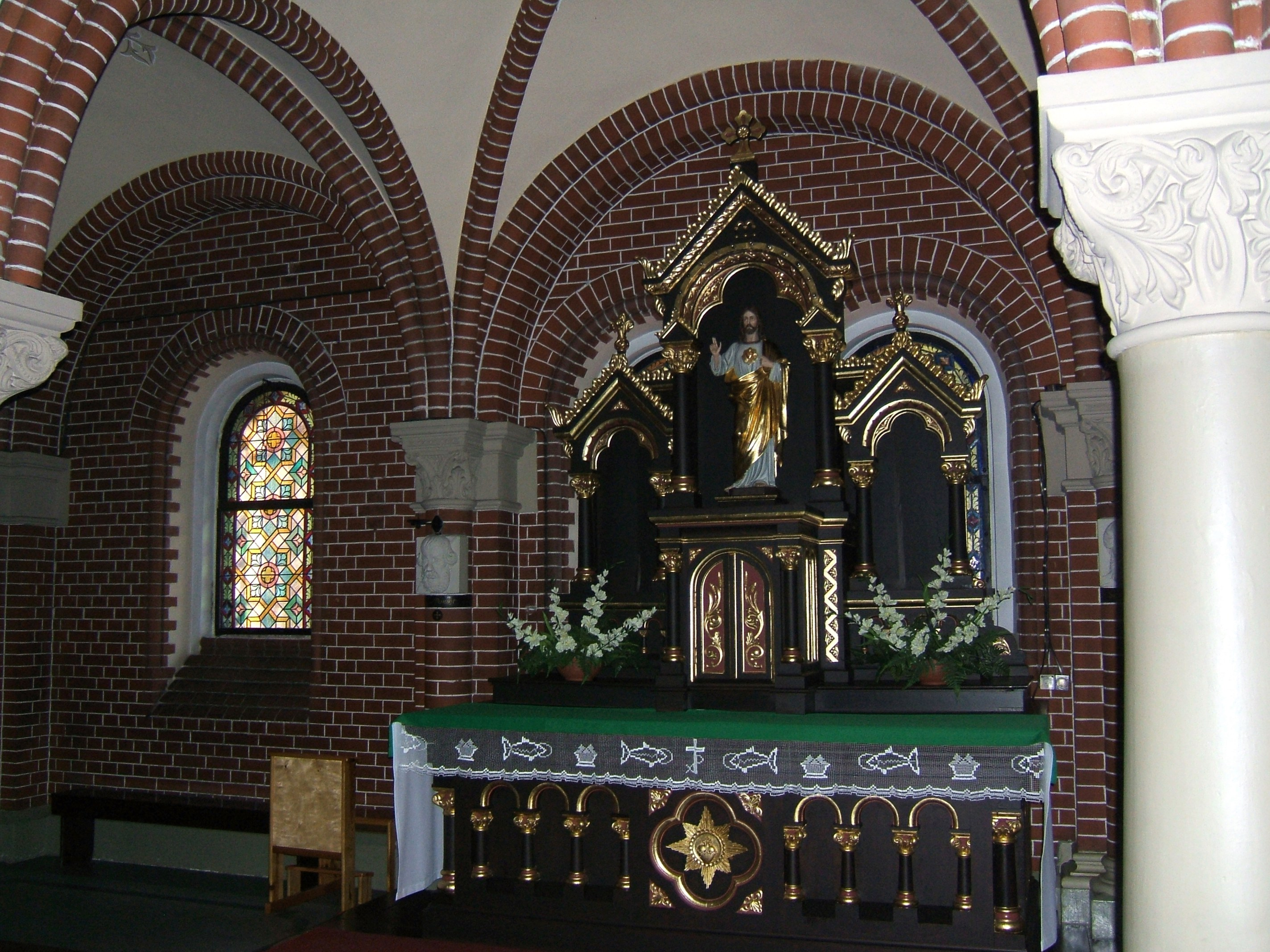
Jeden z bocznych ołtarzy